# Peraman (pera)
Peraman, es el nombre de una variedad cultivar de pera europea Pyrus communis. Esta pera está cultivada en la colección de la Estación Experimental Aula Dei (Zaragoza). Esta pera también está cultivada en diversos viveros entre ellos algunos dedicados a conservación de árboles frutales en peligro de desaparición. Esta pera variedad muy antigua es originaria de España, en Caspe en la provincia de Zaragoza (comunidad autónoma de Aragón), y tuvo su mejor época de cultivo comercial antes de la década de 1960, y actualmente en menor medida aún se encuentra.

## Sinonimia
- "Peraman 245".

## Historia
En España 'Peraman' está considerada incluida en las variedades locales autóctonas muy antiguas, cuyo cultivo se centraba en comarcas muy definidas. Se caracterizaban por su buena adaptación a sus ecosistemas y podrían tener interés genético en virtud de su adaptación. Se encontraban diseminadas por todas las regiones fruteras españolas, aunque eran especialmente frecuentes en la España húmeda. Estas se podían clasificar en dos subgrupos: de mesa y de cocina (aunque algunas tenían aptitud mixta).
'Peraman' es una variedad clasificada como de mesa, se utiliza también en la cocina, difundido su cultivo en el pasado por los viveros comerciales y cuyo cultivo en la actualidad se ha reducido a huertos familiares y jardines privados.

## Características
El peral de la variedad 'Peraman' tiene un vigor medio; florece a finales de abril; tubo del cáliz muy grande, en embudo ancho y profundo, con conducto estrecho de mediana longitud.
La variedad de pera 'Peraman' tiene un fruto de tamaño pequeño a mediano; forma calabaciforme, cuello muy largo y acentuado, asimétrica, contorno muy irregular; piel semi-fina, parcialmente brillante; color de fondo amarillo limón con zonas verdosas, presenta un punteado prácticamente imperceptible, "russeting" (pardeamiento áspero superficial que presentan algunas variedades) medio; pedúnculo de longitud mediano o corto, grueso, semi-carnoso, carnoso y muy engrosado en la base, color verdoso, recto o ligeramente curvo, implantado oblicuo, a veces como prolongación del fruto; cavidad peduncular nula; cavidad calicina nula o estrecha y casi superficial, perlada y fruncida alrededor del ojo o fuertemente ondulada; ojo muy grande, irregular, completamente abierto, rara vez medio cerrado. Sépalos muy grandes, lanosos, en general doblados o rizados hacia fuera, rara vez algún sépalo doblado sobre el ojo entrecerrándolo.
Carne de color blanco-amarillenta; textura firme, poco jugosa; sabor alimonado, bueno; corazón largo y estrecho, lanceolado. Eje abierto, en forma de ánfora, más ancho en la parte inferior, interior ligeramente lanoso. Celdillas muy alargadas, bifurcadas en la base, a veces se presentan frutos con sólo cuatro carpelos. Semillas pequeñas, elípticas espolonadas, color castaño casi negro, con mucha frecuencia abortadas.
La pera 'Peraman' tiene una maduración a finales de junio y principios de julio (en E. E. Aula Dei de Zaragoza). Aguanta en buenas condiciones un mes de almacenamiento en un ambiente refrigerado. Se usa como pera de mesa fresca, y en cocina.